# La Penne (Alpi Marittime)
La Penne (in italiano, desueto, La Penna) è un comune francese di 309 abitanti situato nel dipartimento delle Alpi Marittime nella regione della Provenza-Alpi-Costa Azzurra.

## Società

### Evoluzione demografica
Abitanti censiti